# Constellation (album d'Alabama Thunderpussy)
Albums de Alabama Thunderpussy
River City Revival
(1999) Staring at the Divine
(2001)
Constellation est le troisième album du groupe de stoner rock américain, Alabama Thunderpussy.
Il sortit le 7 mars 2000 sur le label Man's Ruin Records et a été enregistré et mixé en dix jours dans les Montana Studios à Richmond en Virginie. Les chansons qui figurent sur cet album étaient déjà prêtes avant la sortie du deuxième album du groupe River City Revival paru début 1999.
Cet album sera réédité en 2005 par le label Relapse Records avec une pochette différente et deux titres bonus, une reprise de Lynyrd Skynyrd, "All I Can Is Write About It" enregistrée en même temps que l'album et une version live de "Ambition" enregistré au Star Community Bar d'Atlanta en 2002 pendant la tournée avec le groupe Mastodon.

## Liste des titres
1. Crying Out Loud - 4:06
2. Ambition - 4:42
3. 1/4 Mile - 3:07
4. Middle Finger Salute / 1271 3106 - 6:28
5. 6 Shooter - 4:43
6. Second Wind - 2:29
7. Obsari - 3:20
8. Foul Play - 4:10
9. Negligence - 3:38
10. 15 Minute Drive - 5:15
11. Burden - 5:16
12. Keepsake - 5:34
13. Country Song - 11:39

Bonus tracks (Réédition 2005)
1. All I Can Is Write About It (Allen Collins / Ronnie Van Zant - 3:53
2. Ambition (live) - 4:27

## Musiciens du groupe
- Asechiah Bogdan: guitares
- Bryan Cox: batterie, percussions
- Sam Krivanec: basse
- Erik Larson: guitares
- Johnny Throckmorton: chant
- Ryan Lake: guitares sur "Ambition (live)"
- John Peters: basse sur "Ambition (live)"

## Musiciens additionnels
- Nathan Brown: piano, orgue
- Ralf Burkhart: chœurs
- Mark Miley: introduction
- Studio Mike: cymbales